# Yoshihito Yamaji
Yoshihito Yamaji (山路 嘉人 Yamaji Yoshihito?), född 13 januari 1971 i Miyagi prefektur, är en japansk före detta fotbollsspelare.
Yamaji började sin karriär 1993 i Toshiba. 1996 flyttade han till Brummell Sendai (Vegalta Sendai). Han avslutade karriären 2000.